# Tamarac
Tamarac é uma cidade localizada no estado americano da Flórida, no condado de Broward. Foi incorporada em 1963.

## Geografia
De acordo com o United States Census Bureau, a cidade tem uma área de 31,3 km², onde 30,1 km² estão cobertos por terra e 1,2 km² por água.

### Localidades na vizinhança
O diagrama seguinte representa as localidades num raio de 8 km ao redor de Tamarac.

## Demografia
Segundo o censo nacional de 2010, a sua população é de 60 427 habitantes e sua densidade populacional é de 2 007,8 hab/km². Possui 32 794 residências, que resulta em uma densidade de 1 089,7 residências/km².

## Geminações
- Fatsa, Ordu, Turquia [4]